# Ilia Ceavceavadze
Ilia Ceavceavadze (altă versiune: Ilia Chavchavadze, iar în limba georgiană:  ილია ჭავჭავაძე) (n. 8 noiembrie [S.V. 27 octombrie] 1837, d. 12 septembrie [S.V. 30 august] 1907) a fost un scriitor, publicist, filozof, jurist și om politic gruzin.
A aparținut grupării Tergdaleuli, care a jucat un rol important în dezvoltarea literaturii realiste în Georgia.

## Opera
- 1958/1963: Acesta mai e om? ("K'acia-adumiani?");
- 1859: Povestea unui cerșetor ("Glaxis naambobi");
- 1861: Însemnările unui călător ("Mgzavris c'erlibebi");
- 1883: Sihastrul ("Gaudegili").

Ceavceavadze a înființat revistele "Sakartvelos moambe" și "Iveria".